# Lost Whispers
Lost Whispers é uma coletânea da banda de rock Evanescence lançada no box set The Ultimate Collection, lançada em 17 de Fevereiro de 2017. O álbum é uma coleção de b-sides da carreira e novas gravações: "Lost Whispers", a introdução usada na turnê de 2009, e uma nova versão de "Even in Death", originalmente no álbum demo de 2000, Origin. Sobre "Even in Death", Amy Lee disse:
"É como uma redenção, como essa canção foi realmente redimida porque a gravação inicial que temos não é uma gravação agradável, mas eu realmente adoro essa música. Foi uma bela experiência poder dar-lhe o tratamento que eu daria a qualquer uma de nossas músicas com a habilidade que tenho agora. Agora eu estou apaixonada por essa música novamente."
Em 21 de abril de 2018, o állbum foi relançado em vinil como parte do Record Store Day pelo selo Craft Recordings.

## Faixas
| N.º            | Título                                                      | Compositor(es)                                      | Produtor         | Duração |  |
| 1.             | "Lost Whispers" (Intro)                                     | Amy Lee                                             | Amy Lee          | 0:59    |  |
| 2.             | "Even in Death" (versão 2016)                               | David Hodges / Lee / Ben Moody                      | Amy Lee          | 4:22    |  |
| 3.             | "Missing" (do álbum Fallen)                                 | Lee / Moody / Hodges                                | Dave Fortman     | 4:16    |  |
| 4.             | "Farther Away" (do álbum Fallen)                            | Moody, Lee, Hodges                                  | Dave Fortman     | 4:59    |  |
| 5.             | "Breathe No More" (do álbum Fallen)                         | Lee                                                 | Dave Fortman     | 3:49    |  |
| 6.             | "If You Don't Mind" (do álbum The Open Door)                | Terry Balsamo / Will Boyd / Lee                     | Dave Fortman     | 2:57    |  |
| 7.             | "Together Again" (do álbum The Open Door)                   | Lee                                                 | Dave Fortman     | 3:19    |  |
| 8.             | "The Last Song I'm Wasting on You" (do álbum The Open Door) | Lee                                                 | Dave Fortman     | 4:07    |  |
| 9.             | "A New Way to Bleed" (do álbum Evanescence)                 | Lee / Balsamo                                       | Nick Raskulinecz | 3:46    |  |
| 10.            | "Say You Will" (do álbum Evanescence)                       | Lee / Tim McCord / Balsamo                          | Nick Raskulinecz | 3:41    |  |
| 11.            | "Disappear" (do álbum Evanescence)                          | Lee / Balsamo / McCord / Will Hunt / Troy McLawhorn | Nick Raskulinecz | 3:06    |  |
| 12.            | "Secret Door" (do álbum Evanescence)                        | Lee / William B. Hunt                               | Nick Raskulinecz | 3:54    |  |
| Duração total: | Duração total:                                              | Duração total:                                      | Duração total:   | 42:16   |  |

## Histórico de lançamento
| País   | Data                    | Gravadora                 | Formato                                    |
| ------ | ----------------------- | ------------------------- | ------------------------------------------ |
| Vários | 9 de dezembro de 2016   | The Bicycle Music Company | Download digital                           |
| Vários | 17 de fevereiro de 2017 | The Bicycle Music Company | LP (como parte do The Ultimate Collection) |
| Vários | 21 de abril de 2018     | Craft Recordings          | LP (como parte do Record Store Day)        |